# Лъмпкин (окръг, Джорджия)
Окръг Лъмпкин (на английски: Lumpkin County) е окръг в щата Джорджия, Съединени американски щати. Площта му е 738 km², а населението - 26 705 души. Административен център е град Дълонага.